# Basket Femminile Le Mura Lucca 2018-2019
Questa voce raccoglie le informazioni riguardanti il Basket Femminile Le Mura Lucca nelle competizioni ufficiali della stagione 2018-2019.

## Stagione
La stagione 2018-2019 è la nona consecutiva che il Basket Femminile Le Mura Lucca, sponsorizzato Gesam Gas&Luce, disputa in Serie A1.

## Verdetti stagionali
Competizioni nazionali
- Serie A1: (22 partite)

stagione regolare: 6º posto su 11 squadre (9-11);
play-off: perde i quarti di finale contro Ragusa (0-2).
- Coppa Italia: (1 partita)

quarto di finale perso contro Schio.
- Supercoppa italiana: (1 partita)

gara persa il 30 settembre 2018 contro Schio (48-75).

## Rosa
Roster con numeri di maglia.
|    | Naz.                   | Ruolo | Sportivo             | Anno | Alt. |  |             |
| -- | ---------------------- | ----- | -------------------- | ---- | ---- |  | ----------- |
| 1  | Stati Uniti (bandiera) | A     | Krystal Vaughn       | 1986 | 185  |  |             |
| 4  | Italia (bandiera)      | G     | Marida Orazzo        | 1994 | 175  |  |             |
| 5  | Italia (bandiera)      | P     | Giulia Gatti         | 1989 | 168  |  | (cap.)      |
| 7  | Italia (bandiera)      | G     | Francesca Pisani     | 2002 |      |  | [ 2 ] [ 3 ] |
| 8  | Italia (bandiera)      | P     | Erica Reggiani       | 1994 | 174  |  |             |
| 10 | Camerun (bandiera)     | A     | Monique Ngo Ndjock   | 1985 | 185  |  |             |
| 12 | Stati Uniti (bandiera) | C     | Bashaara Graves      | 1994 | 191  |  |             |
| 13 | Italia (bandiera)      | C     | Alice Carrara        | 1997 | 187  |  | [ 4 ] [ 5 ] |
| 14 | Italia (bandiera)      | G     | Ashley Ravelli       | 1993 | 175  |  |             |
| 15 | Italia (bandiera)      | P     | Lavinia Cibeca       | 2003 | 160  |  | [ 2 ] [ 6 ] |
| 18 | Italia (bandiera)      | A     | Carolina Salvestrini | 2000 | 180  |  |             |
| 21 | Paesi Bassi (bandiera) | A     | Kourtney Treffers    | 1994 | 187  |  |             |
| 28 | Italia (bandiera)      | A     | Nene Diene           | 1992 | 180  |  | [ 7 ]       |

## Mercato

### Sessione estiva
Dopo cinque stagioni in biancorosso, lascia il capitano Martina Crippa. Roster rinnovato, escono anche le scudettate Valeria Battisodo e Federica Tognalini, rimane solo Carolina Salvestrini. Viene ingaggiata la macedone Jelena Antić, ma a causa di un infortunio non ancora recuperato, il contratto viene risolto consensualmente, ed è sostituita dalla statunitense Krystal Vaughn. La società ha quindi effettuato i seguenti trasferimenti:
| Acquisti | Acquisti           | Acquisti         | Acquisti            |
| R.       | Nome               | da               | Modalità            |
| -------- | ------------------ | ---------------- | ------------------- |
| A        | Krystal Vaughn     | DSK Nymburk      | definitivo          |
| G        | Marida Orazzo      | PB63 Battipaglia | definitivo          |
| P        | Giulia Gatti       | Famila Schio     | definitivo          |
| P        | Erica Reggiani     | Vigarano         | definitivo          |
| A        | Monique Ngo Ndjock | Famila Schio     | definitivo          |
| C        | Bashaara Graves    | Mac. Ramat Gan   | definitivo          |
| C        | Alice Carrara      | Verga Palermo    | definitivo          |
| G        | Ashley Ravelli     | Pall. Broni      | definitivo          |
| A        | Kourtney Treffers  | Ślęza Breslavia  | definitivo          |
| P        | Lavinia Cibeca     | GMV Ghezzano     | doppio tesseramento |

| Cessioni | Cessioni               | Cessioni           | Cessioni       |
| R.       | Nome                   | a                  | Modalità       |
| -------- | ---------------------- | ------------------ | -------------- |
| P        | Francesca Nottolini    | Le Mura Spring     | fine contratto |
| AC       | Lucia Puccini          | Le Mura Spring     | fine contratto |
| G        | Francesca Melchiori    | B.T. Crema         | fine contratto |
| P        | Valeria Battisodo      | Famila Schio       | fine contratto |
| P        | Erika Striulli         | CUS Cagliari       | fine contratto |
| AC       | Federica Tognalini     | San Martino        | fine contratto |
| GA       | Binta Drammeh          | -                  | fine contratto |
| AC       | Porsha Latavia Roberts | -                  | fine contratto |
| G        | Martina Crippa         | Famila Schio       | fine contratto |
| AC       | Federica Brunetti      | S. Salv. Selargius | fine contratto |
| C        | Taïsija Udodenko       | Ślęza Breslavia    | fine contratto |
| A        | Giuditta Nicolodi      | GEAS               | fine contratto |

### Sessione invernale
| Acquisti | Acquisti   | Acquisti    | Acquisti   |
| R.       | Nome       | da          | Modalità   |
| -------- | ---------- | ----------- | ---------- |
| A        | Nene Diene | Dike Napoli | definitivo |

| Cessioni | Cessioni      | Cessioni | Cessioni   |
| R.       | Nome          | a        | Modalità   |
| -------- | ------------- | -------- | ---------- |
| C        | Alice Carrara | -        | definitivo |

## Risultati

### Coppa Italia

#### Quarti di finale
| Arbitri: | Alessandro Tirozzi (Bologna) Alessandro Saraceni (Bologna) Jacopo Pazzaglia (Cattolica) |

|                         |          |           |
| Gruda 19                | Punti    | 17 Vaughn |
| Dotto, Gemelos, Lisec 3 | Assist   | 5 Gatti   |
| Lisec 9                 | Rimbalzi | 8 Vaughn  |

### Supercoppa italiana

#### Finale
| Arbitri: | Gabriele Gagno (Conegliano) Giulia Sartori (Arsiè) Chiara Vanzini (Milano) |

|            |          |                      |
| Gemelos 18 | Punti    | 17 Gatti             |
| Dotto 5    | Assist   | 3 Gatti              |
| Lisec 9    | Rimbalzi | 6 Graves, Ngo Ndjock |